# Aura Cristina Geithner
Aura Cristina Geithner Cuesta (Bogotá, 9 de marzo de 1967) es una actriz, cantante y modelo colombiana. Pasó su juventud en México, donde estudió pintura y relaciones internacionales.
Es hermana melliza del también actor Harry Geithner.

## Biografía
Se dedicó al modelaje. Incursionó en la pantalla chica como protagonista de La rosa de los vientos, junto con Alejandro Martínez y María Cecilia Botero.
Después vinieron trabajos como Te voy a enseñar a querer, La casa de las dos palmas y Sangre de lobos; la teleserie escrita por Bernardo Romero Pereiro, con la que ganó los premios TV y Novelas, India Catalina y Simón Bolívar. 
Posteriormente vino la telenovela que la consagró internacionalmente, el rotundo éxito de La potra zaina.
En 1994 y después de las bandas sonoras de La casa de las dos palmas y La potra zaina, Geithner incursiona en el mundo discográfico con Calor, una producción que llegó a ser disco de platino en Colombia.
Eternamente Manuela y Hombres fueron también producciones en las que participó antes de alejarse de la pantalla y radicarse en Miami, Estados Unidos.
Años después Geithner reapareció como antagonista en Gata salvaje, a la cual seguiría su papel antagónico en Secreto de amor de Venevisión. Volvió a Colombia para vincularse a la producción Luna, la heredera de Caracol Televisión. Con esta misma compañía y junto a las productoras R.T.I. y Telemundo firmaría para un papel protagonista en La tormenta. 
En 2007, protagonizó junto con Diego Cadavid, Las profesionales para el Canal Caracol. 
En 2008, aparece en la revista SoHo bajo el título «El primer y único desnudo de Aura Cristina Geithner». Se estrena en Colombia un capítulo especial de la serie Mujeres asesinas, protagonizado por Aura Cristina.
En 2009, trabaja en la producción mexicana Secretos del alma de TV Azteca como Laura Kuri, en sustitución de la venezolana Gabriela Vergara. 
En 2011, participa en Cielo rojo, producción también de TV Azteca, con el personaje antagónico de Mariana Bustamante de Molina.
Además del estreno de su primera película -Mar de fondo (septiembre de 2011), junto a Julio Bracho y Sergio Basañez- regresa a las pantallas de televisión con el papel de Emilia Duncan, villana de Quererte así, telenovela protagonizada por María José Magán y Francisco Angelini, a partir de abril del 2012. En diciembre de ese mismo año posa completamente desnuda para la Revista H. 
En México baila queda entre los cinco finalistas.
En el 2014, arranca la telenovela Siempre tuya Acapulco con el personaje de Angustias Molina Vda. Hernández. Al término de la telenovela ingresa al reality Soy tu doble.
En abril de 2015, se une al reality show Separados, adaptación colombiana de "The Extra Mile" (Ad Sof HaOlam), de origen israelí para el canal RCN como presentadora junto con su exesposo Marcelo Dos Santos, en el que diez parejas afrontarán pruebas físicas, mentales y de convivencia para obtener $500 millones que deberán invertir solo en la educación de sus hijos en común.
Vuelve a México y se une al elenco de la nueva producción de Rita Fusaro, la telenovela Tanto amor, en la que encarna a Altagracia Hernández de Roldán.
En el 2016, emigra a Televisa con la producción de Pedro Damián Despertar contigo.
Este 2017, Aura Cristina Geithner regresa a Azteca Uno con una actuación especial en La hija pródiga al lado de Alejandro Camacho, Isabel Burr, Christian de la Campa y Andrea Martí.
En el 2018, Aura Cristina Geithner arranca con el lanzamiento de su nuevo EP Musical "Me Equivoqué Contigo" La Potra de la Banda producido por el cantautor y compositor Pedro Iván "El Kuacoo", música inédita y versiones de la música popular colombiana y mexicana.
En 2019, Aura Cristina Geithner participó en "MasterChef Celebrity 2019"  realizado por RCN Televisión, así como el lanzamiento de sus videoclips  "Me Equivoque Contigo"   y "La Parrandera" en VEVO.

## Filmografía

### Televisión
| Año       | Título                           | Personaje                               |
| --------- | -------------------------------- | --------------------------------------- |
| 1989-1990 | La rosa de los vientos           | María Conchita                          |
| 1990      | Te voy a enseñar a querer        | Diana Rivera                            |
| 1990-1991 | La casa de las dos palmas        | Zoraida Vélez                           |
| 1992      | Sangre de lobos                  | Silvia Martínez                         |
| 1993-1994 | La potra Zaina                   | Soledad Ahumada Cortés "La potra Zaina" |
| 1995-1996 | Eternamente Manuela              | Manuela Quijano Herrera                 |
| 1997-1998 | Hombres                          | María Del Pilar Velázquez               |
| 2001-2002 | Secreto de amor                  | Bárbara Serrano Zulbarán                |
| 2002-2003 | Gata salvaje                     | Maribella Tovar                         |
| 2004      | Luna, la heredera                | Daniela Lombardo Alonso                 |
| 2005-2006 | La tormenta                      | Bernarda Ayala                          |
| 2006-2007 | Las profesionales, a su servicio | Beatriz González                        |
| 2008      | Mujeres asesinas                 | Laura "Ep: Laura, la encubridora"       |
| 2008-2009 | Secretos del alma                | Laura Kuri                              |
| 2011-2012 | Cielo rojo                       | Mariana Bustamante de Molina            |
| 2012      | Quererte así                     | Emilia Duncán                           |
| 2012-2013 | Los Rey                          | Lucero Longoria                         |
| 2014      | Siempre tuya Acapulco            | Angustias Molina vda. de Hernández      |
| 2015      | Tanto amor                       | Altagracia Hernández de Roldán          |
| 2016-2017 | Despertar contigo                | Antonia Santamaría de Vallejo           |
| 2017-2018 | La hija pródiga                  | Isabel García Rivas de Montejo          |
| 2018      | 3 familias                       | Ella misma (Invitada especial)          |
| 2019      | Esta historia me suena           | Lizeth "Ep: Equivocada"                 |
| 2022      | Primate                          | Aara                                    |

## Reality
| Año  | Producción           | Rol          |
| ---- | -------------------- | ------------ |
| 2019 | MasterChef Celebrity | Participante |

## Cine
| Año  | Título                               | Personaje          | Nota        |
| ---- | ------------------------------------ | ------------------ | ----------- |
| 2011 | Mar de fondo                         | Eva                |             |
| 2014 | Hospital del terror                  |                    | Cine latino |
| 2014 | Una suegra muy ardiente              | Miroslava Romani   | Cine latino |
| 2020 | Chichipatos: ¡Qué chimba de Navidad! | Amalia "La suegra" | Netflix     |
| 2024 | Asalto al mayor                      |                    |             |

## Discografía
- Banda de la Telenovela "La Casa de las Dos Palmas" en 1991 con Sonolux, Colombia.
- Banda de la Telenovela "La Potra Zaina" en 1993 con Sonolux, Colombia.
- Disco "Calor" en 1994 con Sonolux, Colombia.

- Disco "Firme Hasta El Fin" (sin publicar) en 1993 con Sonolux, Colombia.
- Tema de Angustias de la Telenovela Siempre Tuya Acapulco "Al Fin Partir" en 2014 de Pablo Ahmad.
- Temas de la Telenovela "Despertar Contigo" en 2016 y 2017:

1. "Tu Amor es una Trampa" de Adam Marin, Televisa.
2. "Te Pertenezco" de Adam Marin, Televisa.
3. "Pero No Regreses" de Adam Marin, Televisa.
4. "Por Burlarte de Mí" de Adam Marin, Televisa.
5. "Te Amo" de Adam Marin, Televisa.
6. "Orquídea Venenosa" de Adam Marin, Televisa.

- "Me Equivoqué Contigo", EP Producción de Pedro Iván "El Kuacoo", 2018.

## Conciertos
- 1995: Teatro Metropolitano de Medellín (Medellín Cultura)
- 1995: Club hípico Bacatá
- 1995: Bolsa de valores (Cartagena; Plaza de la Aduana)
- 1995: Batallón de sanidad (Ministerio de Justicia)
- 1995: Presentación Medellín «Bar discoteca Fantasías»
- 1995: Presentación Barrio Kennedy (Sonolux)
- Concierto en la ciudad de Bello (Evento «La defensa de la vida del joven». Gobernación y la organización Ardilla Lulle)
- 1995: Concierto plaza Bolívar (Cervecería Leona S.A.)
- 1995: Concierto ciudad de Cali «Inextra S.A.»
- 1995: Concierto plaza Bolívar (Postobon)
- 2008: Presentación de rancheras Global Humanitaria (teatro Leonardos)

## Presentaciones especiales
- 1992: Presentación espectáculo central de la noche de elección y coronación del Reinado Nacional de la Belleza (canción: La Potra Zaina)
- 1995: Presentación espectáculo central desfile en traje de baño del Reinado Nacional de la belleza 1995 (Disco Calor).
- 2013: Participación «México Baila» Azteca Trece.
- 2014: Participación «Soy Tu Doble» El Trece. (agosto - octubre)
- 2014: Invitada Especial "El Hormiguero" Azteca Siete (25 de noviembre).
- 2015: Participación «Tu Cara Me Suena» Caracol Televisión (febrero - marzo).
- 2015: Revista Musical «Extravaganza: Divas y Leyendas» México (marzo).
- 2015: Presentadora en el Reality Show «Separados» RCN y Teleset Colombia (abril - mayo).
- 2018: Presentadora Miss Petite Tlaxcala, México.
- 2018: Entrenador Transformacional y Motivacional de la Empresa Hispana Seguros Venezuela en Cancún, México.
- 2018: Presentación "Show Banda" en el Auditorio Rafael Arenas en Fortuna de San Carlos, Costa Rica.
- 2018: Entrenador Transformacional y Motivacional en la clínica "Un regalo de Dios" en San Juan del Río, Querétaro.
- 2019: Entrenador Transformacional Conferencia "Marca, emprendimiento, Mujer y desarrollo social" en la CUN Corporación Unificada Nacional de Educación Superior, Departamento de Administración de Empresas, Auditorio Sede G Bogotá, Colombia, mayo de 2019.[25][26][27][26]
- 2019: Entrenador Transformacional Conferencia "Emprendiendo con Valor y Amor" en la Clínica un Regalo de Dios, Clínica de Rehabilitación contra adicciones en San Juan del Río, Querétaro, junio de 2019.[28][29][30]

## Teatro
| Año  | Fecha                                                        | Lugar                                                | País       |
| ---- | ------------------------------------------------------------ | ---------------------------------------------------- | ---------- |
| 2009 | Octubre a diciembre                                          | Teatro Escena Colombia                               | Colombia   |
| 2010 | Enero                                                        | Centro de Convenciones Cartagena de Indias Getsemaní | Colombia   |
| 2010 | Mayo                                                         | Teatro Universidad de Medellín.                      | Colombia   |
| 2010 | Mayo                                                         | Teatro José Consuegra Higgins, Barranquilla          | Colombia   |
| 2010 | Auditorio Luis A. Calvo; Universidad Industrial de Santander |                                                      | Colombia   |
| 2010 | Junio                                                        | Barranca. Club Infanta                               | Colombia   |
| 2010 | Julio                                                        | Centro de Convenciones Cartagena de Indias Getsemaní | Colombia   |
| 2010 | Julio                                                        | Auditorio Nacional. Museo de los niños.              | Costa Rica |
| 2010 | 1 y 2 de octubre                                             | Teatro Astor Plaza                                   | Colombia   |
| 2010 | Octubre                                                      | Teatro Fundadores, Manizales                         | Colombia   |
| 2010 | Octubre                                                      | Club Campestre, Valledupar                           | Colombia   |
| 2010 | Noviembre                                                    | Teatro Zulima, Cúcuta                                | Colombia   |
| 2011 | Febrero                                                      | Teatro Germán Arciniegas, Villavicencio              | Colombia   |
| 2011 | Marzo                                                        | Teatro Royal Center, Bogotá                          | Colombia   |
| 2011 | Marzo                                                        | Teatro Jorge Isaacs, Cali                            | Colombia   |
| 2011 | Abril                                                        | Teatro José Consuegra Higgins, Barranquilla          | Colombia   |

## Publicación literaria
- Confesiones (1998), libro de prosa poética, editado por Planeta Colombia Editorial